# Leben Jesu (Quéménéven)

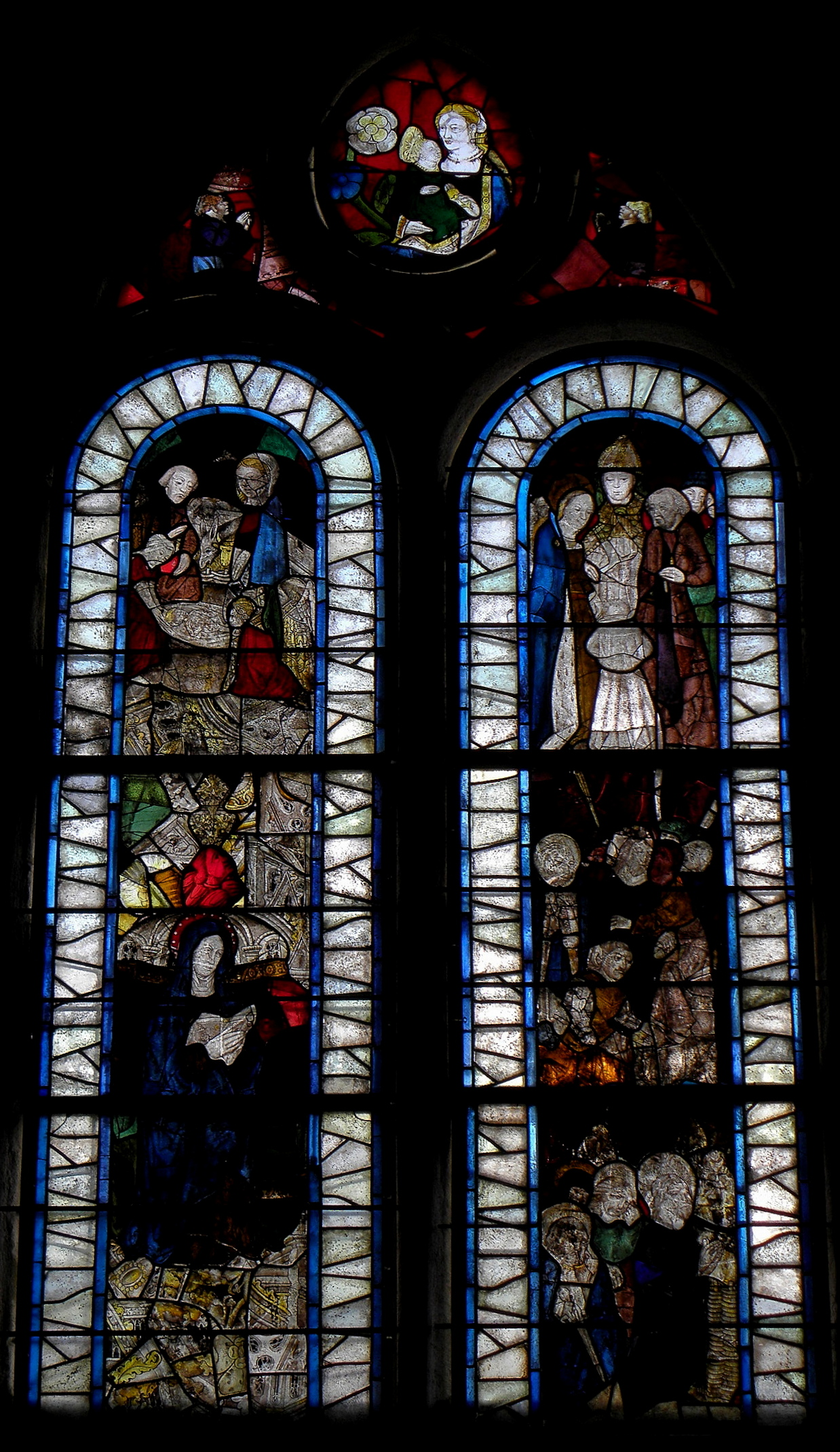
Fenster Leben Jesu in Quéménéven

Das Fenster Leben Jesu in Quéménéven, einer französischen Gemeinde im Département Finistère der Region Bretagne, wurde Ende des 15. und Anfang des 16. Jahrhunderts geschaffen. Das Bleiglasfenster in der Kapelle Notre-Dame im Ortsteil Kergoat wurde 1898 als Monument historique in die Liste der geschützten Objekte (Base Palissy) in Frankreich aufgenommen.
Das Fenster Nr. 8 im Chor wurde von einer unbekannten Werkstatt geschaffen. Es zeigt auf zwei Lanzetten Szenen aus dem Leben von Jesus und der Passion.
Im Maßwerk ist Maria mit Kind umgeben von zwei Engeln dargestellt.
Neben dem Heiligenfenster sind noch neun weitere sehenswerte Fenster aus dem 15. bzw. 16. Jahrhundert in der Kapelle erhalten (siehe Navigationsleiste).

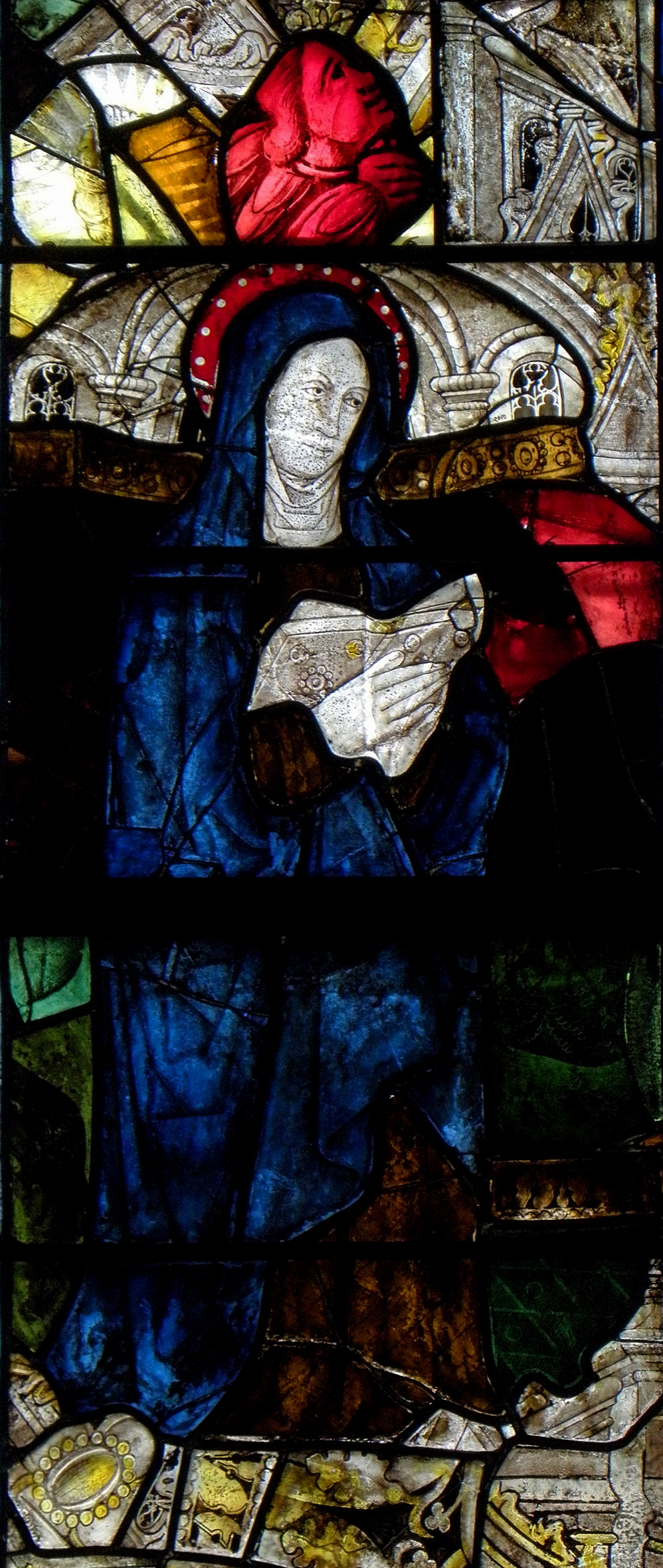
Die lesende heilige Anna, Großmutter Jesu (um 1480)
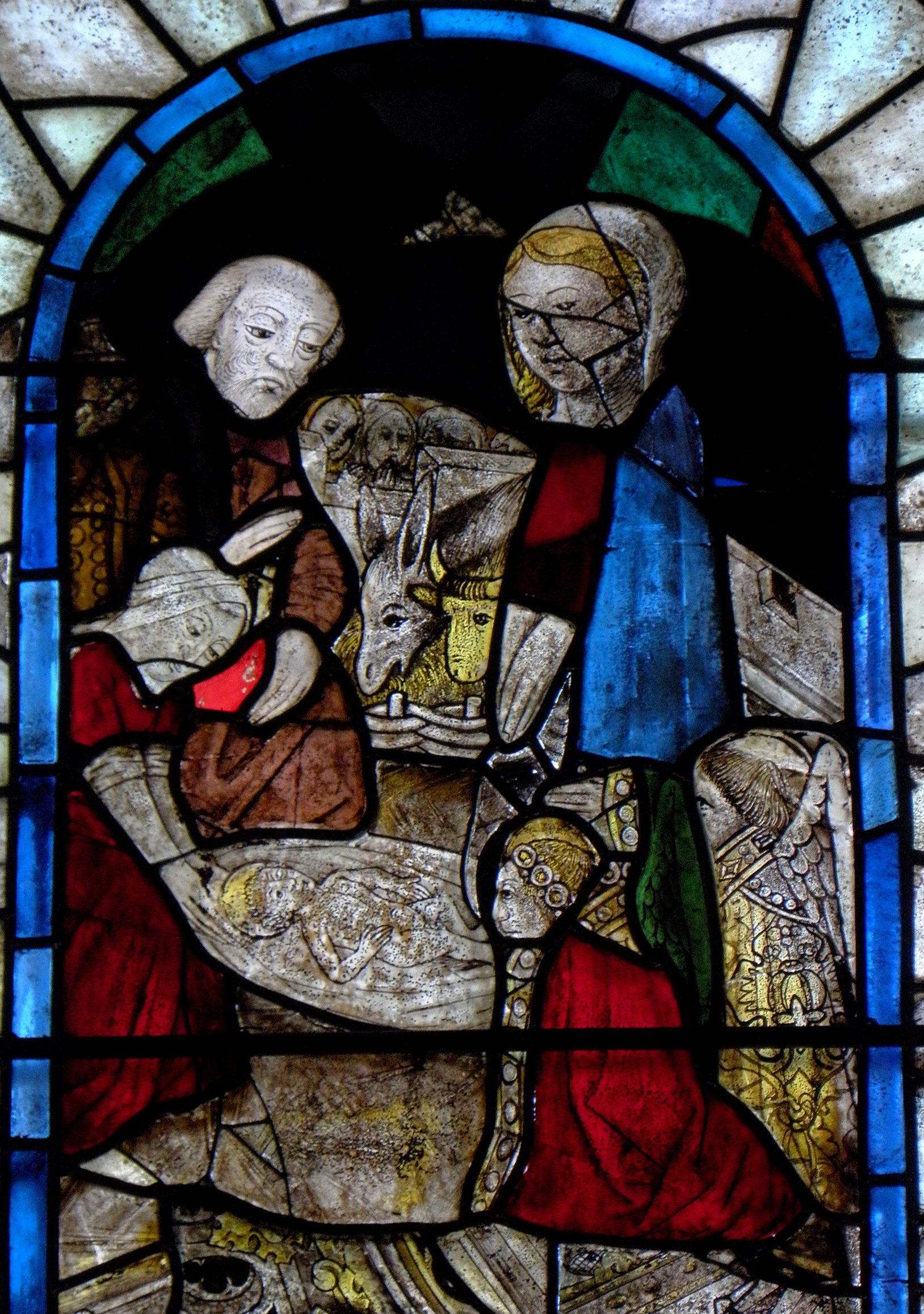
Geburt Jesu, links unten eine Hebamme und daneben betende Engel (um 1500)
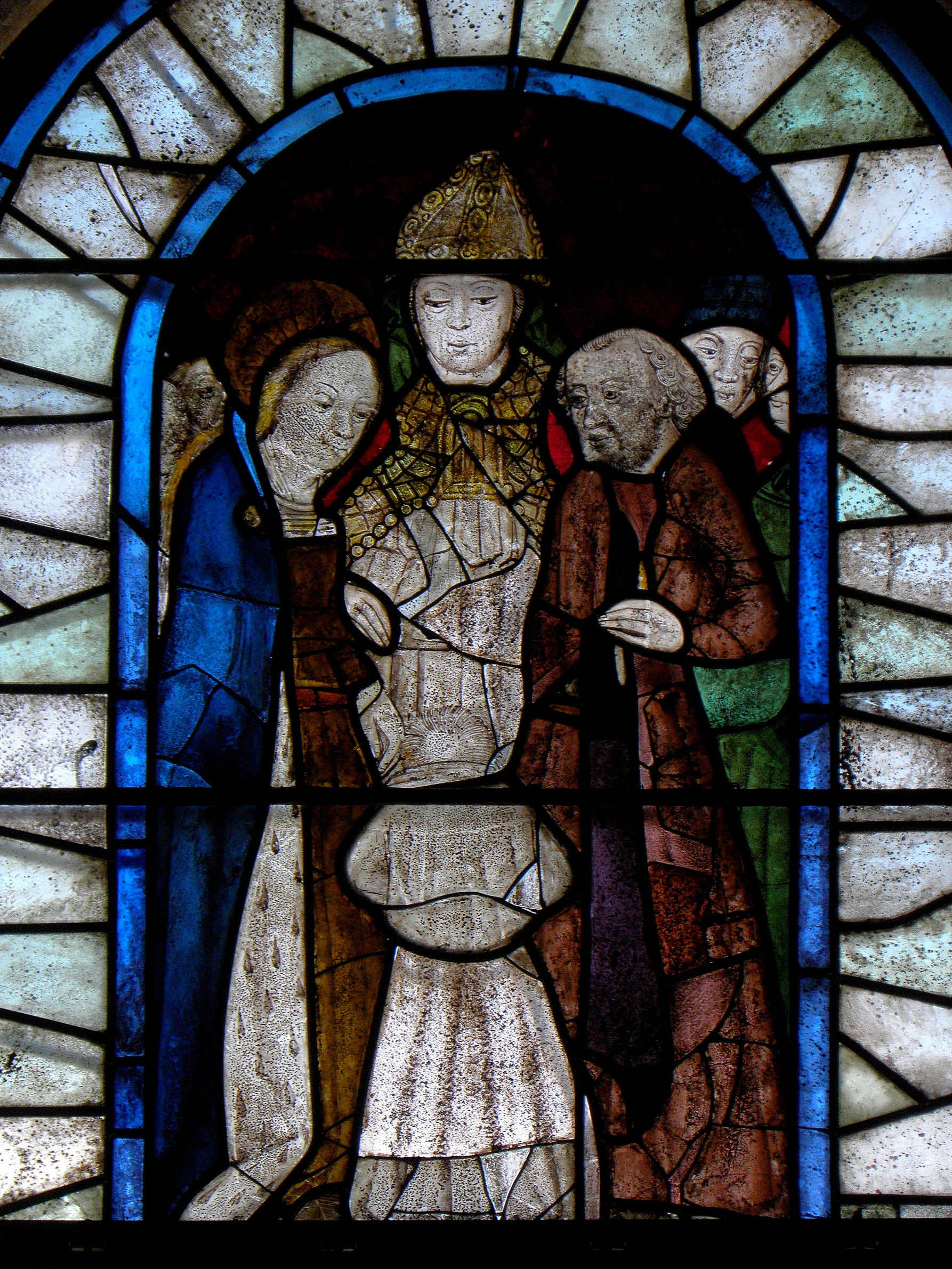
Vermählung von Maria und Josef (um 1500)
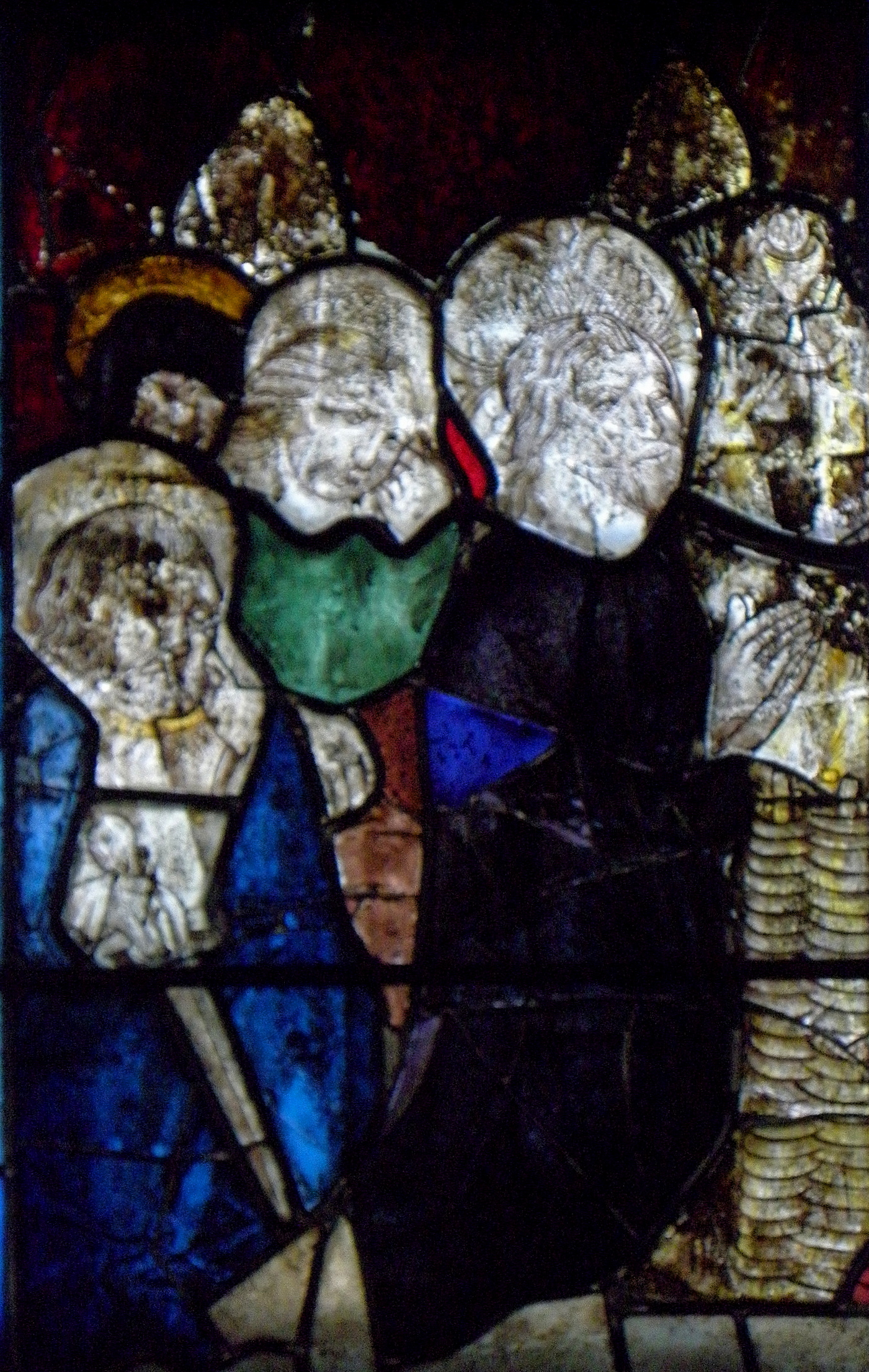
Jesus am Ölberg
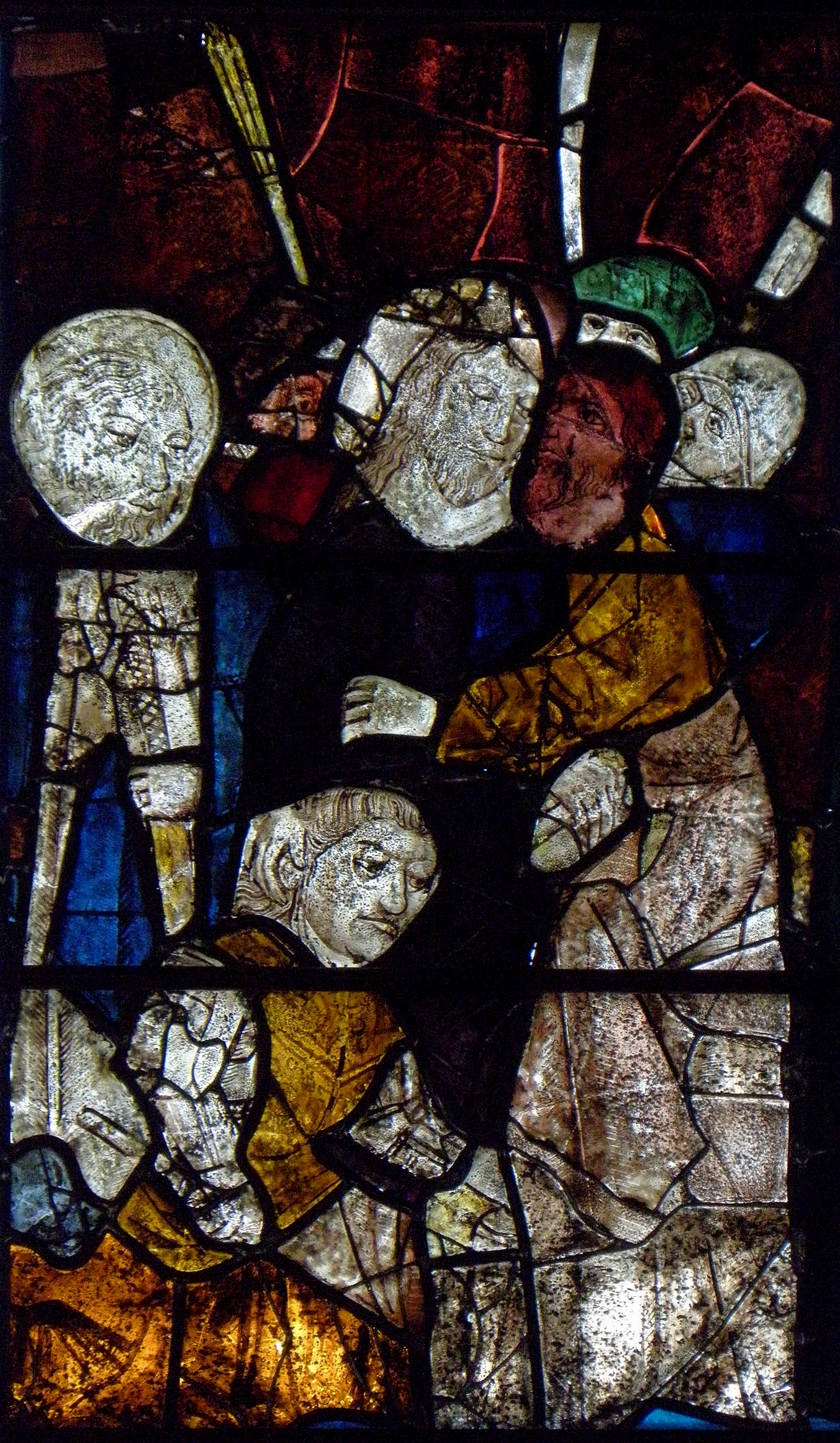
Judaskuss